# 林湖村
林湖村是中華民國金門縣烈嶼鄉的一個村，位於烈嶼東南部，東北與黃埔村接壤，西與上林村相鄰，西南與上岐村相接，轄東林、湖下、羅厝、西路與西宅五個聚落，2023年人口3663人。

## 歷史
明隆慶二年（1568年）隸屬同安縣祥鳳里二十都，清道光十六年（1836年）同安縣設馬巷廳，本村隸屬烈嶼保，民國四年（1915年）金門設縣後隸屬第五都烈嶼保，民國四十二年（1952年）設烈嶼鄉，將東林、西路與西宅三個居民點劃設林宅村，羅厝與湖下則設羅厝村，民國五十四年（1965年）將林宅村與羅厝村合為林湖村。